# Цяньдегень Чагань
Цяньдегень Чагань (кит.: 钱德根查干; нар. 20 липня 1995) — китайська борчиня вільного стилю, бронзова призерка чемпіонату Азії, бронзова призерка Кубку світу.

## Спортивні результати на міжнародних змаганнях

### Виступи на Чемпіонатах Азії
| Змагання                       | Збірна | Вагова категорія          | Місце  |
| ------------------------------ | ------ | ------------------------- | ------ |
| Чемпіонат Азії з боротьби 2016 | КНР    | жіноча боротьба, до 75 кг | Бронза |

### Виступи на Кубках світу
| Змагання                    | Збірна | Вагова категорія | Місце  |
| --------------------------- | ------ | ---------------- | ------ |
| Кубок світу з боротьби 2019 | КНР    | команда          | Бронза |

### Виступи на інших змаганнях
| Змагання                                  | Збірна | Вагова категорія          | Місце  |
| ----------------------------------------- | ------ | ------------------------- | ------ |
| Гран-прі Парижа з боротьби 2015           | КНР    | жіноча боротьба, до 75 кг | Бронза |
| Klippan Lady Open 2015                    | КНР    | жіноча боротьба, до 75 кг | Бронза |
| Золотий Гран-прі з боротьби 2016          | КНР    | жіноча боротьба, до 75 кг | Золото |
| Гран-прі «Іван Яригін» 2018               | КНР    | жіноча боротьба, до 76 кг | 10     |
| Відкритий чемпіонат Китаю з боротьби 2018 | КНР    | жіноча боротьба, до 76 кг | 7      |
| Відкритий кубок Монголії з боротьби 2019  | КНР    | жіноча боротьба, до 76 кг | Срібло |

### Виступи на змаганнях молодших вікових груп
| Змагання                                     | Збірна | Вагова категорія          | Місце |
| -------------------------------------------- | ------ | ------------------------- | ----- |
| Чемпіонат світу з боротьби серед молоді 2017 | КНР    | жіноча боротьба, до 75 кг | 8     |